# Азаров, Владимир Алексеевич
Влади́мир Алексе́евич Аза́ров (род. 19 марта 1994, Новосибирск, Россия) — российский футболист, полузащитник клуба «Сокол». Мастер спорта России (2024).

## Карьера
Профессиональную карьеру начинал в сезоне 2011/12 в тольяттинской «Академии». Дебютировал 4 августа 2011 года в матче против клуба «Рубин-2», заменив на 84-й минуте вместо Максима Яковлева. Зимой 2013 года подписал контракт с клубом Первой лиги «Сибирь», за который провёл шесть полноценных сезонов и сыграл более сотни матчей. Также выступал за фарм-клуб во Втором дивизионе. Летом 2019 года перешёл в команду чемпионата Армении «Ноа», с которой стал обладателем Кубка и Суперкубка страны. В июне 2021 года пополнил ряды «Акрона», за который провёл 2,5 сезона. В декабре 2023 года перешёл в «Сокол». В июле 2024 года перед началом нового сезона оказался в ивановском «Текстильщике». В первом же официальном матче за красно-черных отметился забитым голом в ворота «Челябинска» в рамках стартового тура в «золотой группе» второй лиги.

## Достижения
- Обладатель Кубка Армении: 2019/20
- Обладатель Суперкубка Армении: 2019/20
- Серебряный призёр чемпионата Армении (2): 2019/20, 2020/21